# Domenico Antonio Parrino
Domenico Antonio Parrino, né en 1642 à Naples et mort en 1716, est un libraire-imprimeur italien.

## Biographie
D'abord libraire, il commence à exercer l'imprimerie vers 1687. Auteur de nouvelles à la main, de pièces de circonstance, de guides de Naples et de traductions diverses. Également acteur de théâtre. De 1687 à 1703 environ, travaille en association avec Michele Luigi Mutio ou Muzio. Après 1708, associé à son fils Niccolò Parrino.